# Pejácsevich Dóra
Verőczei gróf Pejácsevich Mária Theodóra Paulina "Dóra" (Budapest, 1885. szeptember 10. – München, 1923. március 5.), zongoraművész, hegedűművész, zeneszerző.

## Élete
Az ősrégi főnemesi verőczei gróf Pejácsevich család sarja. Atyja verőczei dr. gróf Pejácsevich Tivadar (1855–1928), Horvát-Szlavon-Dalmátország bánja, császári és királyi kamarás, anyja vajai báró Vay Erzsébet (1860–1941), császári és királyi palotahölgy volt. Apai nagyszülei verőczei gróf Pejácsevich László (1824–1901), Horvát-Szlavon-Dalmátország bánja, és jobaházi báró Dőry Gabriella (1830–1913), anyai nagyszülei vajai báró Vay Béla (1829–1910), országgyűlési képviselő, Borsod vármegye főispánja, és széki gróf Teleki Zsófia (1836–1898) úrnő, keresztszülei gróf Széchényi Pál (1838–1901), magyar királyi miniszter, országgyűlési képviselő és beniczi és micsinyei Beniczky Ádámné herceg szerémi Odescalchi Paulina (1856–1923) voltak.
Dóra egészen kis leány korában kezdett megtanulni zongorázni; anyja, báró Vay Erzsébet, majd Noszeda Károly (1863–1944) orgonaművész oktatta. Már 12 évesen megkomponálta első zenedarabjait. Tanulmányait a zágrábi Horvát Zenei Társaság keretein belül folytatta Václav Humlnál (hegedű) és Ćiril Juneknél (elmélet), valamint Karl (Dragutin) Kaisernél hangszerelést tanult a Zágrábi Állami Iskolában. 1909-től magánórákat vett: Drezdában Percy Sherwood (1866–1939) zeneszerzésre, Henri Petri (1856–1914) hegedűre oktatta, Münchenben pedig Walter Courvoisier (1875–1931) zeneszerző volt a mestere. Pejácsevich Dórát az egyik legjelentősebb modern kori horvát zeneszerzőnek tartják. Jelentős életművet hagyott maga után: 106 kompozíció, többségük késő romantikus stílusban. A horvát közszolgálati televízió eurovíziós nemzeti válogatóműsora is az ő keresztneve után a Dora címet viseli.

## Házassága
Nekcsén, 1921. szeptember 14-én, 36 évesen kötött házasságot lovag nemes Lumbe Ottomárral (Bécs, 1892. április 17. – Bécs, 1978. november 28.), aki császári és királyi lovaskapitány, festőművész, osztrák pénzügyminiszteri tanácsos volt.

## Utóélete
Az életéről horvát film készült Dóra grófnő címmel 1993-ban. Rendezője, Zvonimir Berković. A főszerepekben Alma Prica és Rade Šerbedžija..